# Berenar al camp
Berenar al camp és un mosaic de 182 × 144 cm realitzat per Gaspar Homar i Mezquida cap als anys 1905-1906, que es troba al Museu Nacional d'Art de Catalunya.

## Context històric i artístic
La tècnica del clàssic mosaic de tessel·les, inspirat en el revestiment d'època romana i romana d'Orient, va ésser introduïda a Catalunya pel genovès Mario Maragliano i el seu seguidor Lluís Bru, ambdós col·laboradors en nombroses obres amb els arquitectes del modernisme català, especialment amb Lluís Domènech i Montaner. El mosaic s'integra en el revestiment de façanes i en l'espai interior recobrint paviments, arrambadors, cúpules, façanes, sòcols i plafons decoratius, creant ambients d'un gran efecte cromàtic.
La fabricació de mosaics no fou exclusiva de Maragliano i Bru. Així doncs, com s'anunciava a les diferents revistes de l'època, una de les especialitats dels tallers de l'ebenista i decorador Gaspar Homar eren els plafons de mosaics amb composicions amb figures, com ara el conjunt que decorava el saló del pis principal de la Casa Lleó Morera de Barcelona (Passeig de Gràcia, 35) i que actualment es conserva in situ. Gaspar Homar va fer un model idèntic d'aquest plafó, el qual va ésser adquirit pel Museu Nacional d'Art de Catalunya als seus descendents l'any 1967, moment de la recuperació historiogràfica del modernisme.

## Descripció
En aquest plafó decoratiu cal consignar-hi les intervencions del ceramista Antoni Serra i Fiter, que reproduïa en porcellana els baixos relleus de les mans i els caps de les figures emmotllades a partir dels models en guix facilitats per l'escultor Joan Carreras i Farré, i també el disseny a cura de Josep Pey i Farriol, un dels col·laboradors més fidels i que va treballar amb més assiduïtat amb Gaspar Homar.